# Ворота Святого Миниата
Порта Сан-Миниато, или Ворота Святого Миниата (итал. Porta San Miniato) — памятник архитектуры, часть древней крепостной стены во Флоренции. Находятся в районе Ольтрарно, рядом с церковью Святого Николая, между улицей Святого Миниата и улицей Крестовой горы. Название ворот происходит от того, что отсюда начинается дорога до базилики Святого Миниата на горе.
Ворота были построены в 1320 году, вместе с шестым кругом городских стен, проект которого приписывается архитектору Андреа Орканьи. Они имеют структуру отличную от всех других ворот из-за отсутствия башни. Стоявшие в карауле использовали проход над вратами. Лестница этого прохода видна на внутренней стороне ворот.
На внешней стороне есть два герба из камня с изображением символов города.
В 1996 году были проведены важные реставрационные работы, в ходе которых были восстановлены оригинальные деревянные двери, утраченные в XIX веке. В 2005 году были завершены работы по восстановлению внутренней стороны ворот.

## Источники

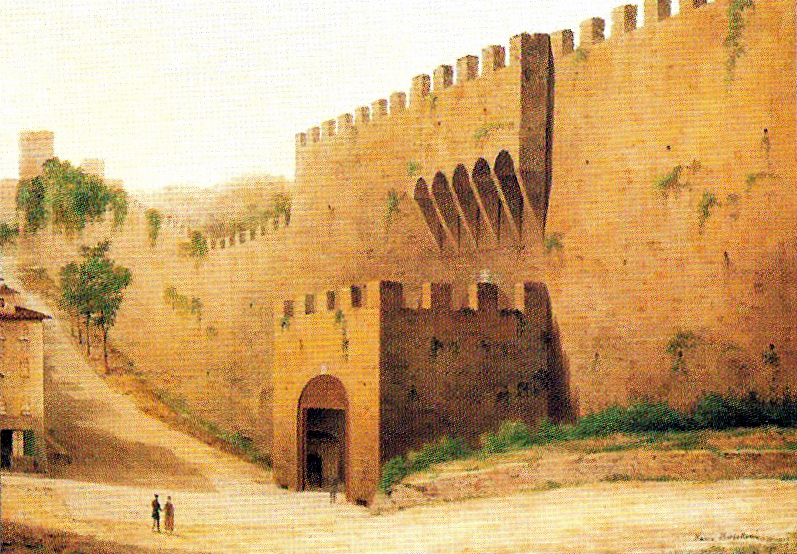
Фабио Борботтони. «Ворота Святого Миниата во Флоренции» (XIX).